# 1790

## أحداث
- بداية الحرب السعودية المملوكية في 1790 والتي انتهت في 1811.
- نهاية الحرب الروسية السويدية في 1790 والتي بدأت في 1788.
- 25 يوليو - مولاي اليزيد يأمر بإعدام محمد العربي قادوس، كبير وزراء السلطان المغربي محمد الثالث بن عبد الله.

## مواليد
- ألفونس دي لامارتين
- عبد الله بن علي الرشيد
- جون دانيال
- خوسيه أنتونيو بايز
- روبرت ستيرلنغ
- شامبليون
- ليوبولد الأول ملك بلجيكا
- خوزيه ماريا بينيتز، عالم نبات فنزويلي.

## وفيات
- المرتضى الزبيدي
- بنجامين فرانكلين
- توماس وارتون
- جوزيف الثاني
- محمد الثالث بن عبد الله
- آدم سميث